# Heute
heute – niemiecki dziennik informacyjny drugiego programu niemieckiej telewizji publicznej ZDF.

## Historia
Heute po raz pierwszy zostało wyemitowane 1 kwietnia 1963 roku o godz. 19:30, którego wydanie poprowadził redaktor Carl Weiss. Od samego początku pomysłodawcy starali się wprowadzić nową jakość w przekazywaniu informacji, opartą na zachodnioeuropejskich i amerykańskich standardach. Wydarzenia miały odtąd być nie tylko „sucho” prezentowane, ale także opatrywane stosownymi komentarzami, analizami i dyskusją w studiu. 1 stycznia 1969 roku godzina emisji została przeniesiona na godzinę 19:45. Od 29 marca 1970 roku program emitowany jest w kolorze, a od października 1973 roku główne wydanie ukazuje się o godzinie 19:00. W 1984 roku wybudowano nowy budynek dla newsroomu dziennika i nowe studio telewizyjne.
Od 25 czerwca 2007 jest wyświetlany w formacie 16:9.
Od 17 lipca 2009 roku program prezentowany jest z nowego wirtualnego studia, przygotowania technologiczne do obsługi w nowej cyfrowej jakości dźwięku i obrazy kosztowały bagatela 30 milionów euro.

### Czołówka
Od lipca 2009 roku czołówka programu została dostosowana do nowej jakości przekazu i wirtualnego studia. Ident zaczyna się od zegara wskazówkowego ukazanego na błękitnym tle, po którym poruszają się białe wskazówki. Na kilka sekund przed pełną godziną prezentowany jest dźwięk, który jest nazwą programu w alfabecie Morse’a (···· · ··- – ·). Gdy wybija godzina emisji programu, znaczniki sekundowe stają się poziomymi liniami, które zakreślają powierzchnie studia, a wskazówki nikną w oddali. Następuje zbliżenie na prezenterów, którzy są przedstawiani przez lektora: „Die Nachrichten des Tages. Heute mit....” („Wiadomości dnia. Heute z...”)

## Wydania Heute
| Nazwa serwisu          | Od – do    | Emisja                               | Czas trwania                   | Prowadzą | Byli prezenterzy |
| Heute                  | pon. – pt. | 09:00                                | 5 minut                        | - Valerie Haller 2012 - Jessica Zahedi 2012 - Franziska Fischer 2015 - Eric Marr 2015 - Karsten Pachollek 2015 - Aline Abboud 2016 - Maja Weber 2016 - Christopher Wehrmann 2016       | - Susana Santina od 2004 do 2010 - Yve Fehring - Mitri Sirin - Carsten Rüger - Anja Charlet 2012 – 2013 |
| Heute                  | pon. – pt. | 12:00                                | 10 minut dawniej 15            | - Valerie Haller 2012 - Ralph Szepanski 2012 Zastępcy - Brigitte Bastgen 2012 | - Ina Bergmann 2008 – 2011 - Franziska Fischer 2009 – 2011 - Anja Charlet 2003 – 2013 - Normen Odenthal 2012 – 2016                                                                                         |
| Heute – in Deutschland | pon. – pt. | 14:00                                | 15 minut                       | - Ralph Szepanski 2002 - Yve Fehring 2012 Zastępcy - Carsten Rüger 2012 - Kay-Sölve Richter 2012 - Ina Bergmann 2012 - Andreas Klinner 2012                                            | - Dunja Hayali 2007 – 2010 - Ina Bergmann 2008 – 2011 - Barbara Hahlweg 2000 – 2011 - Anja Charlet 2007 – 2011 - Franziska Fischer 2010 – 2011 - Kay-Sölve Richter 2011 – 2011 - Valerie Haller 2011 – 2011 |
| Heute                  | pon. – pt. | 15:00                                | 5 minut                        | - Anja Charlet 2012 - Valerie Haller 2012 - Ralph Szepanski 2012 Zastępcy - Brigitte Bastgen 2012                                                                                      | - Ina Bergmann 2007 – 2011 - Barbara Hahlweg 2007 – 2011 - Normen Odenthal 2012 – 2016 |
| Heute – in Europa      | pon. – pt. | 16:00                                | 10 minut dawniej 15            | - Hülya Özkan 2001 - Andreas Klinner 2007 2002-2005 - Julia Theres Held 2012 Zastępcy - Antje Pieper 2014 - Anna Schilling 2020                                                        | |
| Heute                  | codziennie | 17:00                                | 10 minut dawniej 15            | - Anja Charlet 2012 - Valerie Haller 2012 - Ralph Szepanski 2012 Zastępcy - Brigitte Bastgen 2012                                                                                      | - Ina Bergmann 2007 – 2011 - Barbara Hahlweg 2007 – 2011 - Normen Odenthal 2012 – 2016 |
| Heute                  | codziennie | 19:00                                | 20 minut, w niedzielę 10 minut | - Christian Sievers 2014 Zastępcy - Barbara Hahlweg 2007 | - Steffen Seibert 2003 – 2010 - Ralph Szepanski 2009 – 2009 - Matias Fornoff 2010 – 2014 - Petra Gerster 1998 – 2021                                                                                        |
| Heute-journal          | codziennie | 21:45 (w piątek 22:00, sobota 22:45) | 30 minut, w weekendy 15 minut  | Główni prowadzący: - Marietta Slomka 2001 - Claus Kleber 2003 Zastępcy - Maybrit Illner 2010 Współprowadzący: - Gundula Gause 1993 - Heinz Wolf 1997 Zastępcy - Kay-Sölve Richter 2010 | - Steffen Seibert 2007 – 2010 - Dunja Hayali 2007 – 2010 |
| Heute journal up:date  | pon. – pt. | około 23:45                          | 15 minut                       | - Hanna Zimmermann 2020 - Nazan Gökdemir 2020 Zastępcy - Wulf Schmiese 2020 | |

## Edycje nieemitowane, których emisję zakończono
| Nazwa serwisu  | Od – do              | Godzina emisji | Czas trwania |
| Heute          | pon. – pt.           | 10:00          | 3 minuty     |
| Heute – Sport  | pon. – pt. 1999-2010 | 15:00          | 15 minut     |
| Heute – Wetter | pon. – pt. 1998-2011 | 17:00          | 15 minut     |
| Heute – Nacht  | pon. – pt. 1994-2015 | 23:00-1:00     | 15 minut     |
| Heute+         | pon. – pt. 2015-2020 | 23:00-1:00     | 15 minut     |

## Biura i korespondenci stacji ZDF
| Państwo                                | Studio         | Korespondenci                                                               |
| Austria                                | Wiedeń         | Tonja Pölitz Stephan Merseburger                                            |
| Belgia                                 | Bruksela       | Udo van Kampen Kai Niklasch Jutta Sonnewald Patricia Wiedemeyer Ina D’Hondt |
| Brazylia                               | Rio de Janeiro | Andreas Wunn                                                                |
| Chiny                                  | Pekin          | Nicola Albrecht Johannes Hano                                               |
| Egipt                                  | Kair           | Dietmar Ossenberg                                                           |
| Francja                                | Paryż          | Alexander Freiherr von Sobeck-Skal Natalie Steger                           |
| Iran                                   | Teheran        | Halim Hosny - obsługiwane przez studio w Stambule                           |
| Izrael                                 | Tel Awiw       | Christian Sievers                                                           |
| Japonia                                | Tokio          | Nicola Albrecht Johannes Hano - obsługiwane przez studio w Pekinie          |
| Kenia                                  | Nairobi        | Jörg-Hendrik Brase                                                          |
| Skandynawia Norwegia Finlandia Szwecja | Kilonia        | Hermann-Uwe Bernd Annegret Oster                                            |
| Polska                                 | Warszawa       | Armin Coerper                                                               |
| Południowa Afryka                      | Johannesburg   | Ariane Vuckovic                                                             |
| Rosja                                  | Moskwa         | Anne Gellinek Roland Strumpf Cornelia Schiemenz                             |
| Turcja                                 | Stambuł        | Halim Hosny                                                                 |
| Stany Zjednoczone                      | Nowy Jork      | Klaus Prömpers                                                              |
| Stany Zjednoczone                      | Waszyngton     | Ulf-Jensen Röller Christoph Röckerath Heike Slansky                         |
| Singapur                               | Singapur       | Peter Kunz                                                                  |
| Włochy                                 | Rzym           | Antje Pieper Peter Sydow                                                    |